# Estado monástico de los Caballeros Teutónicos
El Estado de la Orden Teutónica (del alemán: Deutschordensland), también Estado monástico de los Caballeros Teutónicos u Ordensstaat («Estado de la Orden»), se formó en 1224 durante las Cruzadas bálticas, cuando los caballeros de la Orden Teutónica conquistaron a los paganos prusios (en latín: Prutenii o viejos prusianos).
Los Hermanos Livonios de la Espada que controlaron Livonia fueron incorporados a la Orden Teutónica como una rama autónoma de la Orden de Livonia en 1237.
En 1346, el Ducado de Estonia fue vendido por el rey de Dinamarca por 19.000 marcos de Colonia a la Orden Teutónica. El cambio de la soberanía de Dinamarca a la Orden Teutónica tuvo lugar el 1 de noviembre de 1346. En 1410, tras su derrota en la batalla de Grunwald, la Orden Teutónica entró en decadencia y su rama de Livonia se unió a la Confederación Livona que había sido creada en 1422-35.
Las tierras teutónicas en Prusia se dividieron en dos en 1466, después de la Paz de Thorn: la parte occidental de la Prusia teutónica se convirtió en la Prusia Real, que llegó luego a ser una parte más de Polonia; el Estado monástico en el este fue secularizado en 1525 durante la Reforma protestante, cuando fue reemplazado por el Ducado de Prusia, un feudo polaco gobernado por la Casa de Hohenzollern.
En los textos antiguos y en latín, el término Prut(h)enia se refiere por igual a la «Prusia Teutónica», a la «Prusia Real» y al «Ducado de Prusia». El adjetivo contemporáneo correspondiente es prut(h)énico (véase la colección de tablas celestes de 1551, Tablas pruténicas, Prutenicæ Tabulæ Cœlestium Motuum).

## Antecedentes
Prusia había resistido numerosos intentos de conquista anteriores de los Caballeros teutones. Boleslao I el Bravo de Polonia comenzó la serie de conquistas sin éxito cuando envió a Adalberto de Praga en el año 997. En 1147, Boleslao IV de Polonia atacó Prusia con la ayuda de las tropas rusas, pero no pudo conquistarla. Siguieron otros numerosos intentos y, bajo el gobierno del duque Conrado I de Mazovia, se intensificaron, con grandes batallas y cruzadas en 1209, 1219, 1220 y 1222.
Los prusianos bálticos occidentales habían repelido con éxito la mayor parte de las campañas. Sin embargo, los prusianos y yotvingios en el sur habían conquistado su territorio. La tierra de los yotvingios se encontraba en la zona de lo que hoy es Podlesia. Los prusianos intentaron derrotar a las fuerzas polacas o mazovianas desde Sudovia y Kulmerland o Tierra de Chełmno, que ya entonces había sido conquistada parcialmente, devastada y despoblada casi por completo. Conrado de Mazovia ya había llamado a una cruzada contra los prusianos en 1208, pero no tuvo éxito. Conrado, primer obispo de Prusia, estableció la Orden de Dobrin, un pequeño grupo de 15 caballeros. La Orden, sin embargo, fue pronto derrotada y, como reacción, Conrado pidió al Papa que proclamase otra cruzada y pidiera la ayuda de los Caballeros Teutónicos.
Como resultado, varios edictos llamaron a las cruzadas contra los prusianos. Las cruzadas, con la participación de muchos caballeros europeos, se prolongaron durante sesenta años.
En 1211, Andrés II de Hungría concedió el feudo de Burzenland a los Caballeros Teutónicos, aunque en 1225 les expulsó de Transilvania y tuvieron que trasladarse al mar Báltico.
A principios de 1224, el emperador Federico II anunció en Catania que Livonia, Prusia con Sambia y ciertas provincias vecinas estaban bajo la inmediatez Imperial (del alemán: Reichsfreiheit). Este decreto subordinaba las provincias directamente a la Iglesia católica y al Sacro Emperador Romano en lugar de estar bajo la jurisdicción de los gobernantes locales.
A finales de 1224, el Papa Honorio III anunció a toda la Cristiandad el nombramiento del obispo Guillermo de Módena como Legado Pontificio para Livonia, Prusia y otros países.
Como resultado de la Bula de Oro de Rímini y de la Bula de Rieti, Prusia entró en posesión de la Orden Teutónica. 
Bajo el gobierno de la orden, se deforestaron grandes extensiones para el cultivo, se desecaron pantanos para crear tierras agrícolas, se introdujo el derecho alemán en las nuevas ciudades fundadas, se trajeron colonos alemanes, flamencos y checos, lo que cambió la demografía local, se construyeron fortalezas, iglesias, puentes, fabricas de ladrillo, centros administrativos y fundaron hasta 90 ciudades. La relación con la Liga Hanseática impulsó el comercio y trajo prosperidad; las principales importaciones eran la sal, las especias, el vino y los textiles; también la miel, el azafrán, la cera, las pieles, el oro y el cobre, mientras que la principales exportaciónes eran el grano , la madera y el ambar. Como Mariemburgo (hoy Malbork) y Königsberg (hoy Kaliningrado).

## Historia posterior

Estado Teutónico en 1260.

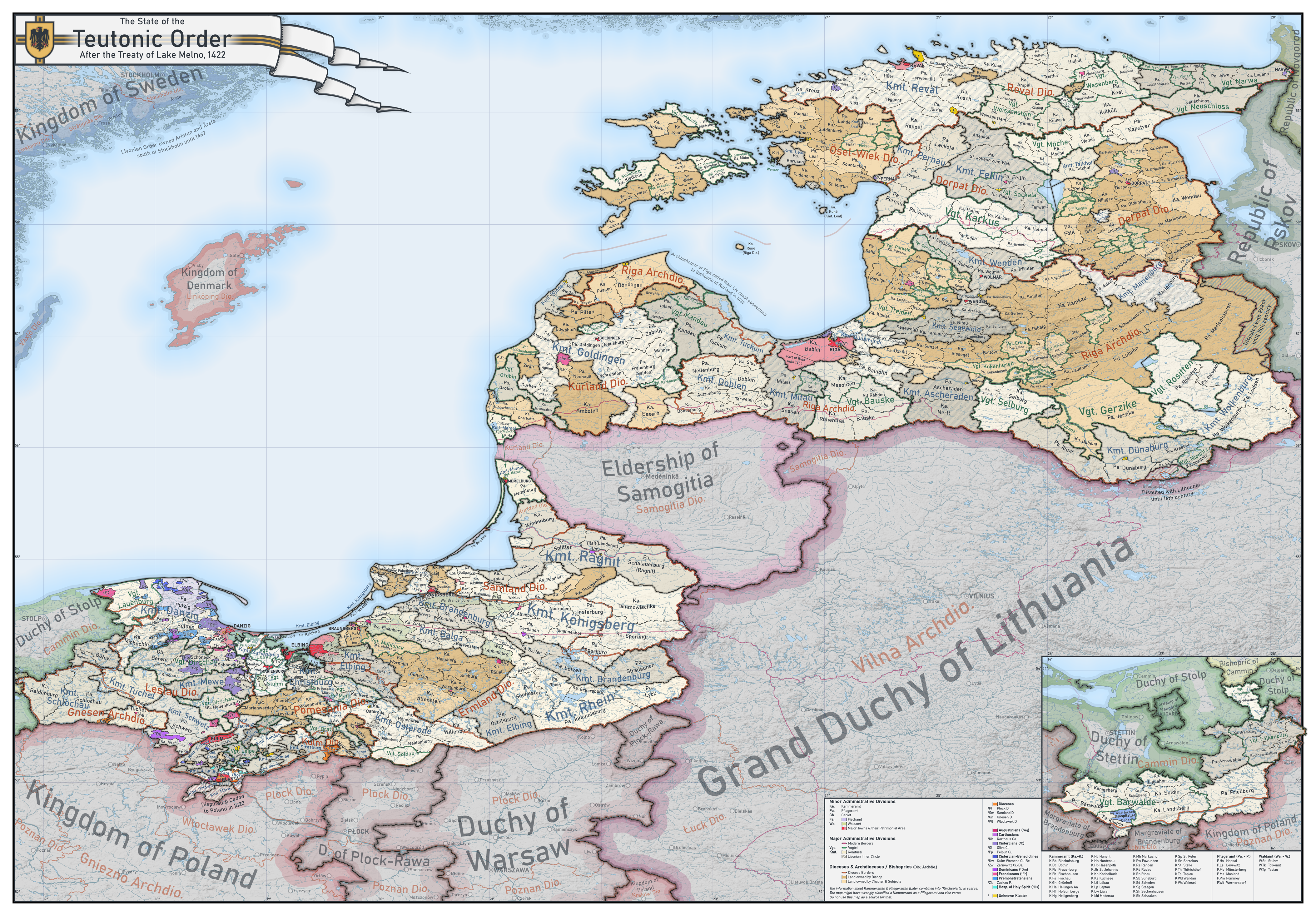
Teutones y la orden livona en 1422 tras el Tratado de Melno, entre las condiciones le dieron salida al mar baltico al ducado de lituania.

### SigloXIII
En 1234, la Orden Teutónica asimiló a los restantes miembros de la Orden de Dobrin y, en 1237, los Hermanos Livonios de la Espada (establecidos en Livonia en 1202), cuya asimilación aumentó sus tierras con la incorporación de los territorios que hoy se conocen como Letonia y Estonia.
En 1243, el legado papal Guillermo de Módena dividió Prusia en cuatro obispados: Culmerland, Pomesania, Warmia y Sambia. Los obispados fueron gobernados por el arzobispado de Riga desde la ciudad madre de Visby en Gotland.

### SigloXIV

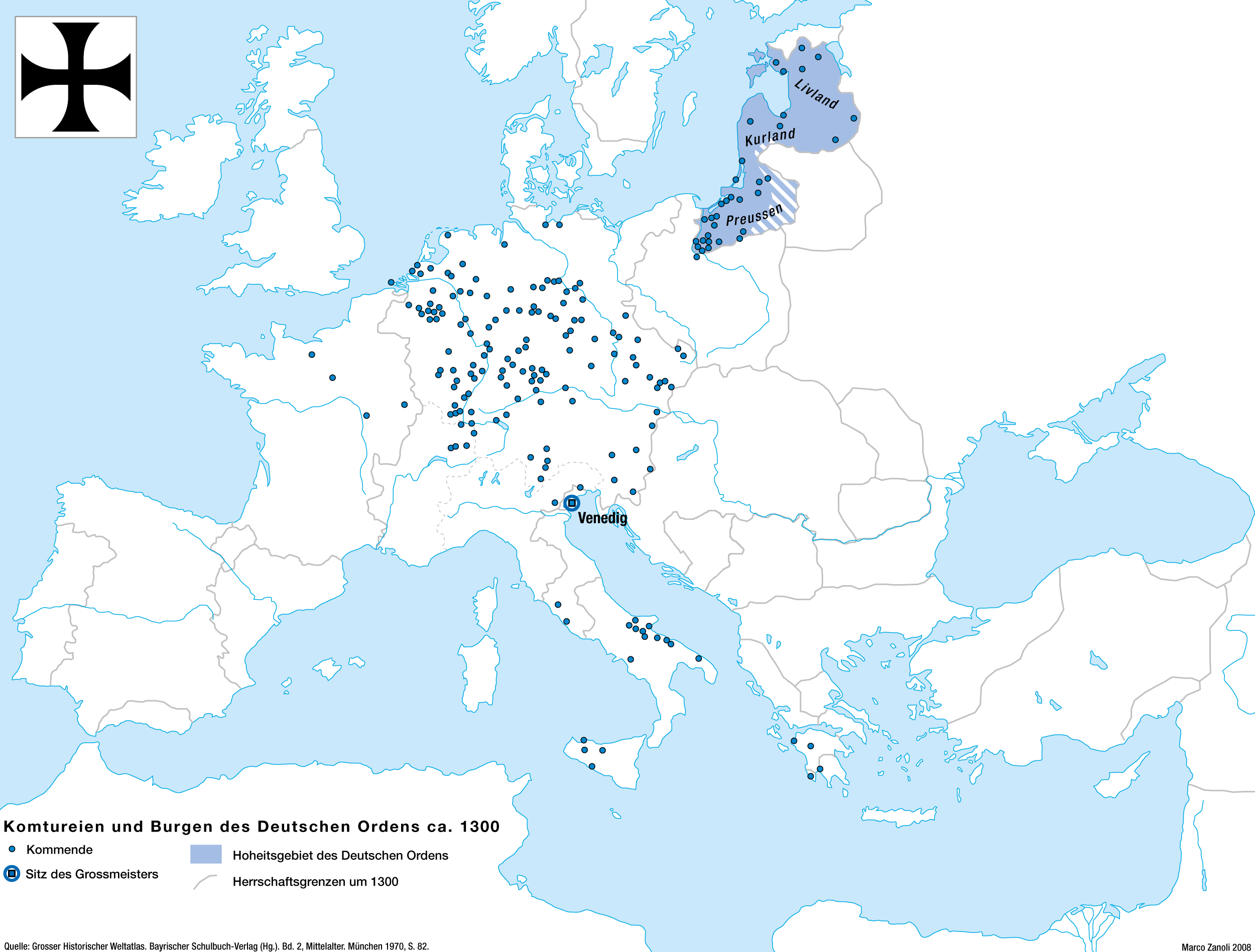
Extensión de los teutones en 1300

A principios del siglo XIV, el Ducado de Pomerania, una región vecina, entró en guerra con Polonia y el Margraviato de Brandeburgo hacia el oeste. Los Margraves de Brandeburgo, que habían gobernado Pomerelia en la década de 1250, suscribieron un tratado el 8 de agosto de 1305 con Wenceslao III de Bohemia, entonces rey de Polonia.
En la adquisición teutónica de Danzig, los Caballeros Teutónicos se apoderaron de la ciudad en noviembre de 1308. La Orden había sido llamada por el rey Vladislao I de Polonia. Según fuentes históricas, muchos de los habitantes de la ciudad, polacos y alemanes, fueron masacrados. En septiembre de 1309, el margrave Valdemar de Brandeburgo vendió su derecho al territorio a la Orden Teutónica, por la suma de 10 000 marcos en el Tratado de Soldin. Esto marcó el comienzo de una serie de conflictos entre Polonia y los Caballeros Teutónicos cuando la Orden continuó con la incorporación de territorios en sus dominios.
La posesión de Danzig por la Orden Teutónica fue disputada por los reyes de Polonia Vladislao I y Casimiro el Grande, como confirma que llevó a una serie de guerras sangrientas y, finalmente, a batallas legales en la corte papal en 1320 y 1333. Por último, en 1343, se firmó la paz por el Tratado de Kalisz, en el que la Orden Teutónica acordó que Polonia podía gobernar Pomerelia como un feudo y, por tanto, los reyes polacos conservaban el derecho al título de duque de Pomerania.
En 1346 Valdemar IV de Dinamarca, en su empeño por estabilizar las finanzas de su país durante la reunificación de Dinamarca y la recuperación el trono danés, vendió las posesiones danesas en Estonia a la Orden Teutónica, con lo que Estonia pasó a formar parte integral del Estado teutónico. 
En 1367, la Orden ingresó en la Confederación de Colonia para, junto a la Liga Hanseática, luchar contra el mismo Valdemar, cuyas aspiraciones en el Báltico en la década de 1360 le llevaron a conquistar regiones estratégicas suecas y hanseáticas como Escania y Gotlandia, esta última controlando parte de las aguas territoriales teutónicas.

### SigloXV

Estado Teutónico en 1410.

Estado Teutónico en 1466 cuando el gran ducado de lituania no tenía salida al mar.

En 1402, la Orden Teutónica adquirió el Neumark brandeburgués y lo mantuvo hasta que fue vendido o empeñado de nuevo en 1454 y 1455, respectivamente, por los Tratados de Cölln y Mewe.
En 1410, con la muerte de Roberto, rey de los alemanes, estalló la guerra polaco-lituano-teutónica, una guerra entre los caballeros teutónicos y una alianza polaco-lituana con el apoyo de Rutenia y fuerzas auxiliares tártaras. Polonia y Lituania derrotaron a los cruzados en la batalla de Grunwald (Tannenberg). La Orden asignó a Heinrich von Plauen para defender Pomerania, que se movió rápidamente para reforzar la defensa del castillo de Mariemburgo en Prusia. Heinrich von Plauen fue elegido vice gran maestre y llevó a los Caballeros Teutónicos a defender el sitio de Mariemburgo en 1410. Finalmente von Plauen fue ascendido a gran maestre y, en 1411, concluyó el primer tratado de Thorn con el rey Vladislao II de Polonia.
En marzo de 1440, nobles (principalmente de Culmerland) y las ciudades hanseáticas de Danzig, Elbing, Thorn y otras ciudades de Prusia fundaron la Confederación Prusiana para liberarse del señorío de la Orden Teutónica. Debido a las fuertes pérdidas y a los costos después de la guerra contra Polonia y Lituania, la Orden Teutónica cobraba elevados impuestos. Por otra parte, a las ciudades no se les permitía la debida representación en la Orden Teutónica. En febrero de 1454, la Confederación de Prusia interesó al rey Casimiro IV de Polonia sobre un posible apoyo a una rebelión y luego incorporar Prusia a Polonia. El rey Casimiro IV manifestó su acuerdo y estalló la guerra de las ciudades o de los Trece Años. La Segunda Paz de Thorn, en octubre de 1466, puso fin a la guerra y supuso para la Orden Teutona la cesión de sus derechos sobre la mitad occidental de su territorio a la corona polaca, que se convirtió en la provincia de Prusia Real y la parte restante de las tierras de la Orden se convirtieron en un feudo de Polonia.

### SigloXVI
Durante la Reforma protestante, se produjeron en toda la región convulsiones religiosas y guerras endémicas. En 1525, durante las secuelas de la guerra polaco-teutónica (1519-1521), Segismundo II Augusto Jagellón, rey de Polonia, y su sobrino, el último Gran Maestre de la Orden Teutónica, Alberto de Brandeburgo-Ansbach, miembro de una rama de la Casa de Hohenzollern, acordaron que este último renunciaría a su cargo, adoptaría la fe luterana y asumiría el título de duque de Prusia. A partir de entonces denominada como Prusia ducal (en alemán: Herzogliches Preußen; en polaco: Prusy Książęce), se mantuvo como un feudo polaco. Así, en un acuerdo mediado en parte por Martín Lutero, el católico Estado Teutónico se transformó en el Ducado de Prusia (en alemán: Herzogtum Preußen), el primer estado protestante. El consentimiento de Segismundo obligaba a la sumisión de Alberto a Polonia, que llegó a ser conocido como el Homenaje Prusiano.
Los Habsburgo siguieron manteniendo su pretensión sobre Prusia y nombraron grandes maestros, que eran meramente administradores titulares de Prusia. En 1618, el ducado de Prusia pasó a la rama principal de los Hohenzollern, los gobernantes margraves y príncipes electores de Brandeburgo, que gobernaban Brandeburgo (un feudo del Sacro Imperio Romano), y el Ducado de Prusia (un feudo polaco), en unión personal. Esta contradicción jurídica hizo que la unión transfronteriza fuera verdaderamente imposible, y, sin embargo, en la práctica, Brandeburgo y Prusia Ducal estaban gobernadas cada vez más como unidad, coloquialmente denominada Brandeburgo-Prusia, que funcionaba como una unión personal.
Federico Guillermo I de Brandeburgo, duque de Prusia y el príncipe elector de Brandeburgo, trató de adquirir Prusia Real para poder conectar territorialmente sus dos feudos. Se produjo la oportunidad cuando Carlos X Gustavo de Suecia, en su intento de conquistar Polonia se comprometió a ceder a Federico Guillermo el Príncipe-Obispado de Ermland y cuatro voivodados polacos más, si Federico Guillermo apoyaba la campaña sueca. Esta oferta era especulativa, ya que Federico Guillermo tendría que comprometerse con apoyo militar de la campaña, mientras que el premio estaba condicionado a lograr la victoria.
Juan II Casimiro Vasa anticipó la alianza sueco-prusiana mediante la presentación de una contra-oferta, que Federico Guillermo aceptó. El 29 de julio de 1657 firmó en Wehlau (en polaco: Welawa; hoy Znamensk) el Tratado de Wehlau. A cambio de que Federico Guillermo renunciase a la alianza sueco-prusiana, Juan Casimiro reconocía la completa soberanía de Federico sobre el Ducado de Prusia. En 1701, después de casi 200 años de soberanía de Polonia, Prusia recuperó la plena soberanía, una condición necesaria para elevar la Prusia Ducal en el soberano Reino de Prusia (que no debe confundirse con la polaca Prusia Real). La naturaleza de facto de la gobernanza colectiva de Brandeburgo-Prusia se hizo más evidente a través de los títulos de las altos dirigentes del gobierno prusiano, asentados en Berlín, capital de Brandeburgo. Sin embargo, la fusión jurídica del Reino de Prusia (un estado soberano) con Brandeburgo (un feudo del Sacro Imperio Romano) se logró sólo después de la disolución del Imperio en 1806.